# Hong Kong Open 1994
Die Hong Kong Open 1994 im Badminton fanden vom 8. bis zum 13. November 1994 in Hongkong statt.

## Medaillengewinner
| Disziplin    | Gold                        | Silber                         | Bronze                            |
| ------------ | --------------------------- | ------------------------------ | --------------------------------- |
| Herreneinzel | Heryanto Arbi               | Ardy Wiranata                  | Alan Budikusuma                   |
| Herreneinzel | Heryanto Arbi               | Ardy Wiranata                  | Thomas Stuer-Lauridsen            |
| Dameneinzel  | Bang Soo-hyun               | Lim Xiaoqing                   | Christine Magnusson               |
| Dameneinzel  | Bang Soo-hyun               | Lim Xiaoqing                   | Mia Audina                        |
| Herrendoppel | Ricky Subagja Rexy Mainaky  | Rudy Gunawan Bambang Suprianto | Jon Holst-Christensen Thomas Lund |
| Herrendoppel | Ricky Subagja Rexy Mainaky  | Rudy Gunawan Bambang Suprianto | Simon Archer Chris Hunt           |
| Damendoppel  | Jang Hye-ock Shim Eun-jung  | Ge Fei Gu Jun                  | Finarsih Lili Tampi               |
| Damendoppel  | Jang Hye-ock Shim Eun-jung  | Ge Fei Gu Jun                  | Kim Mee-hyang Kim Shin-young      |
| Mixed        | Thomas Lund Marlene Thomsen | Ha Tae-kwon Shim Eun-jung      | Nick Ponting Joanne Wright        |
| Mixed        | Thomas Lund Marlene Thomsen | Ha Tae-kwon Shim Eun-jung      | Aryono Miranat Rosalina Riseu     |